# Dicranotropis
Dicranotropis är ett släkte av insekter som beskrevs av Franz Xaver Fieber 1866. Dicranotropis ingår i familjen sporrstritar.

## Dottertaxa tillDicranotropis, i alfabetisk ordning[1][2]
- Dicranotropis albovittata
- Dicranotropis alope
- Dicranotropis anaxarchi
- Dicranotropis aristoxena
- Dicranotropis bakeri
- Dicranotropis basifuscata
- Dicranotropis beckeri
- Dicranotropis bipectinata
- Dicranotropis bridwelli
- Dicranotropis brunnea
- Dicranotropis capensis
- Dicranotropis carpathica
- Dicranotropis cervina
- Dicranotropis cognata
- Dicranotropis corporaali
- Dicranotropis dimorpha
- Dicranotropis divergens
- Dicranotropis fumosa
- Dicranotropis fuscicaudata
- Dicranotropis fuscifrons
- Dicranotropis granulipennis
- Dicranotropis hamata
- Dicranotropis ibadanensis
- Dicranotropis incerta
- Dicranotropis insignis
- Dicranotropis lunaris
- Dicranotropis lunulifera
- Dicranotropis manicata
- Dicranotropis muiri
- Dicranotropis narnia
- Dicranotropis nigropunctata
- Dicranotropis nitida
- Dicranotropis obscurella
- Dicranotropis palamedes
- Dicranotropis pallidinervis
- Dicranotropis pondolandensis
- Dicranotropis pseudomaidis
- Dicranotropis straminea
- Dicranotropis turneri